# Heterogenella hybrida
Heterogenella hybrida är en tvåvingeart som beskrevs av Boris Mamaev 1963. Heterogenella hybrida ingår i släktet Heterogenella och familjen gallmyggor. Arten är reproducerande i Sverige. Inga underarter finns listade i Catalogue of Life.